# Aalglocke
Die Aalglocke signalisiert beim Angeln das Anbeißen eines Fisches. Sie ist also eine Variante der diversen Bissanzeiger.
Die Aalglocke ist ein kleines Glöckchen auf einer Schraubenfeder, das auf die Spitze der Angelrute geschraubt, geklemmt oder eingehängt wird.

Für den Gebrauch muss man die Rute möglichst in einem Winkel von 90° zur Angelschnur aufstellen und die Angelschnur straffen. Zieht nun ein Fisch an der Schnur, kommt es meist zu einem Rucken in der Rutenspitze, so dass das Glöckchen klingelt und den Angler alarmiert.

Dieser Bissanzeiger wird bei vielen Angelmethoden und nicht nur beim Angeln auf Aal eingesetzt. Die Bezeichnung Aalglocke hat sich eingebürgert, weil besonders auf den Aal häufig bei Nacht geangelt wird, mithin ein akustischer Bissanzeiger besonders wichtig ist.